# Bradley Mousley
Bradley Mousley, né le 3 janvier 1996 à Adélaïde dans le quartier de Modbury, est un joueur de tennis australien, professionnel depuis 2015.

## Carrière
En 2014, Bradley Mousley remporte en double l'Open d'Australie junior avec l'Autrichien Lucas Miedler. Il s'était déjà imposé l'année précédente avec son compatriote Jay Andrijic. En simple, il est demi-finaliste face à Alexander Zverev. Quelques mois plus tard, il est contrôlé positif à l'ecstasy lors d'un tournoi Futures en Australie. Il est condamné en août à un an de suspension.
Lauréat de deux titres de catégorie Futures en simple, il en a remporté 14 en double. Sur le circuit Challenger, il compte quatre titres remportés en Australie entre 2017 et 2018 dont trois aux côtés d'Alex Bolt, ainsi qu'une finale disputée à Launceston début 2018.
Lors de l'Open d'Australie 2017, il accède aux quarts de finale du tournoi de double avec son compatriote Alex Bolt après avoir écarté les paires Haase-Mayer, Bopanna-Cuevas et Querrey-Young. Ce sont les seules victoires obtenues dans un tournoi du circuit principal en simple comme en double. En quatre participations aux qualifications de l'Open d'Australie, il atteint le 3e tour en 2018.

## Parcours dans les tournois duGrand Chelem

### En double
| Année | Open d'Australie          | Open d'Australie         | Internationaux de France | Internationaux de France | Wimbledon | Wimbledon | US Open | US Open |
| ----- | ------------------------- | ------------------------ | ------------------------ | ------------------------ | --------- | --------- | ------- | ------- |
| 2017  | 1/4 de finale Alex Bolt   | P. Carreño G. García     | —                        | —                        | —         | —         | —       | —       |
| 2018  | 1er tour (1/32) Alex Bolt | F. Fognini M. Granollers |                          |                          |           |           |         |         |

N.B. : le nom du ou de la partenaire se trouve sous le résultat ; le nom des ultimes adversaires se trouve à droite.

### En double mixte
| Année | Open d'Australie          | Open d'Australie       | Internationaux de France | Internationaux de France | Wimbledon | Wimbledon | US Open | US Open |
| ----- | ------------------------- | ---------------------- | ------------------------ | ------------------------ | --------- | --------- | ------- | ------- |
| 2018  | 1er tour (1/16) Zoe Hives | K. Peschke H. Kontinen |                          |                          |           |           |         |         |

N.B. : le nom du ou de la partenaire se trouve sous le résultat ; le nom des ultimes adversaires se trouve à droite.

## Classements ATP en fin de saison
| Année          | 2012 | 2013 | 2014 | 2015 | 2016 | 2017 | 2018 | 2019 | 2020 |
| Rang en simple | 1150 | 1656 | 1639 | 558  | 489  | 316  | 459  | 648  | 851  |
| Rang en double | 1378 | 581  | 726  | 359  | 330  | 98   | 187  | 784  | 854  |

Source : (en) Classements de Bradley Mousley sur le site officiel de la Fédération internationale de tennis